# Dolmen Peyre Levade

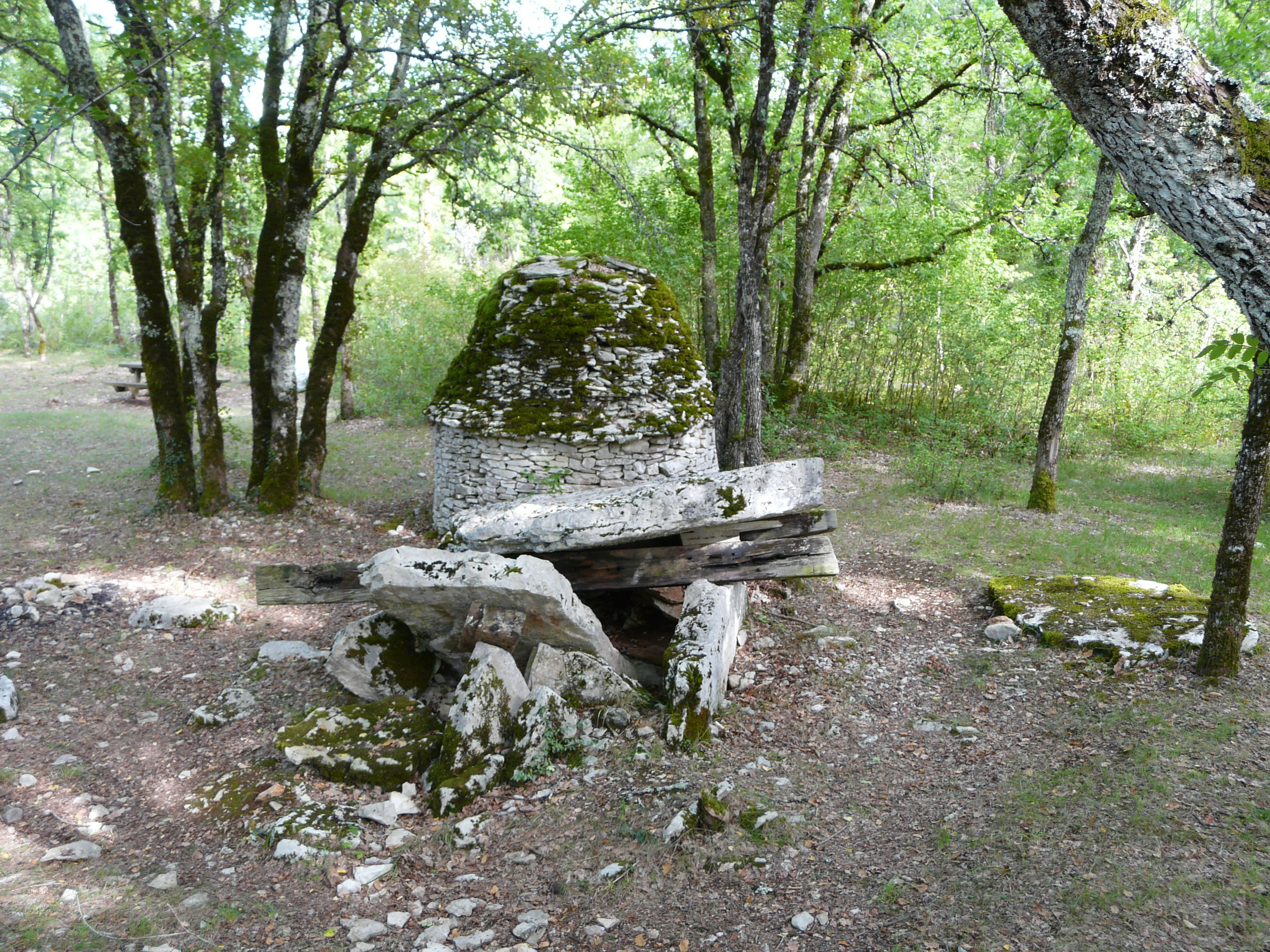
Dolmen La Pierre Levée

Der Dolmen Peyre Levade (auch Puy de Bon Temps, Peyrelevade de la Prunerède, Piera Levado (Puits de Bontemps) genannt) ist eine neolithische Megalithanlage im Wald, nordöstlich von Limeyrat und der A89 im Département Dordogne in Frankreich. Dolmen ist in Frankreich der Oberbegriff für neolithische Megalithanlagen aller Art (siehe: Französische Nomenklatur).
Die Steine des Dolmens sind ungeordnet. Viele sind umgefallen oder zerbrochen, aber der etwa 3,0 mal 2,0 Meter große Deckstein ist noch in situ, gehalten von Holzbalken.
Neben dem Dolmen steht eine kleine runde Gariotte, ein Kraggewölbebau aus Trockenmauerwerk mit stark bemoostem Dach.

## Siehe auch

Dolmen Peyre Levade
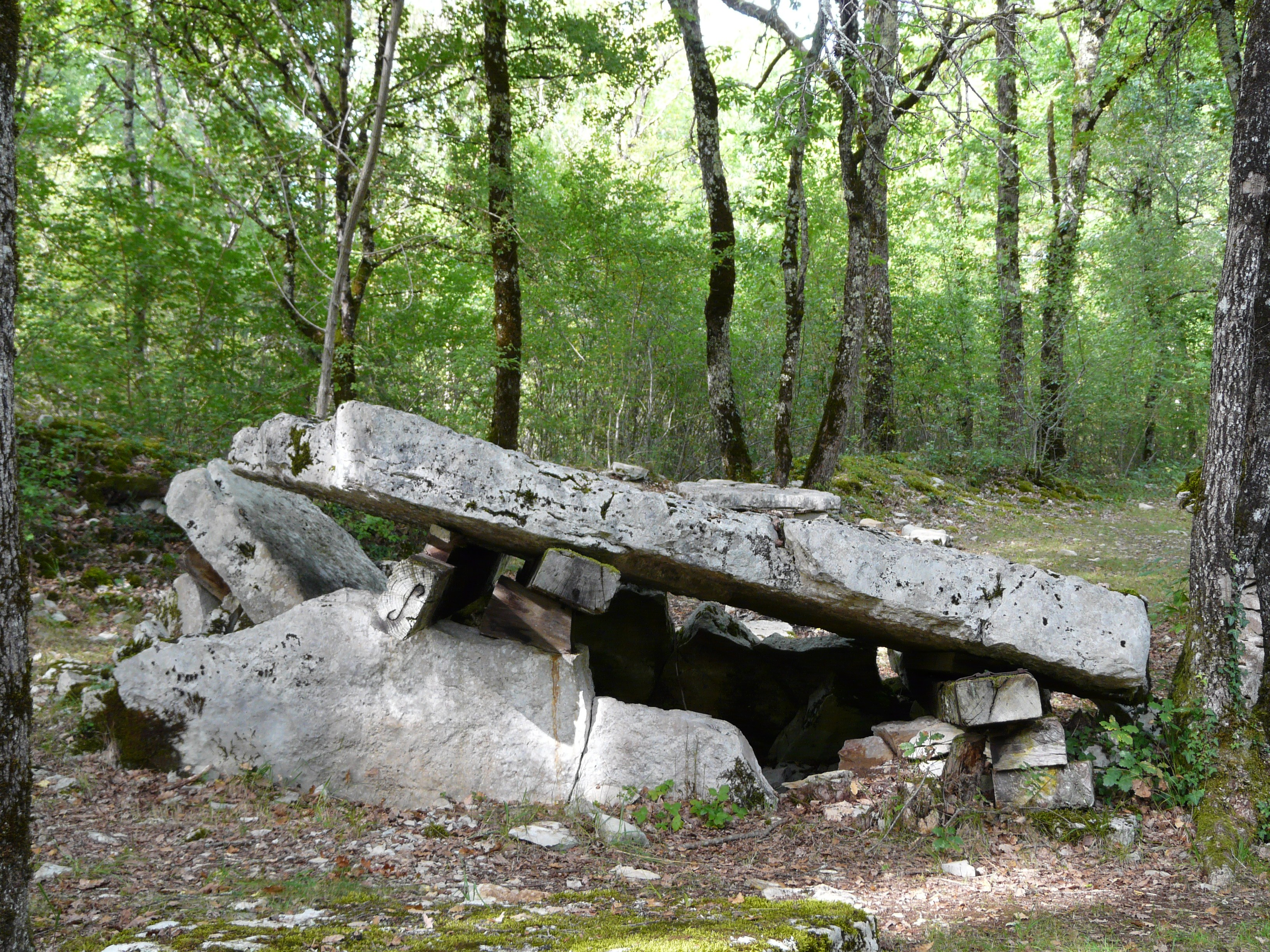
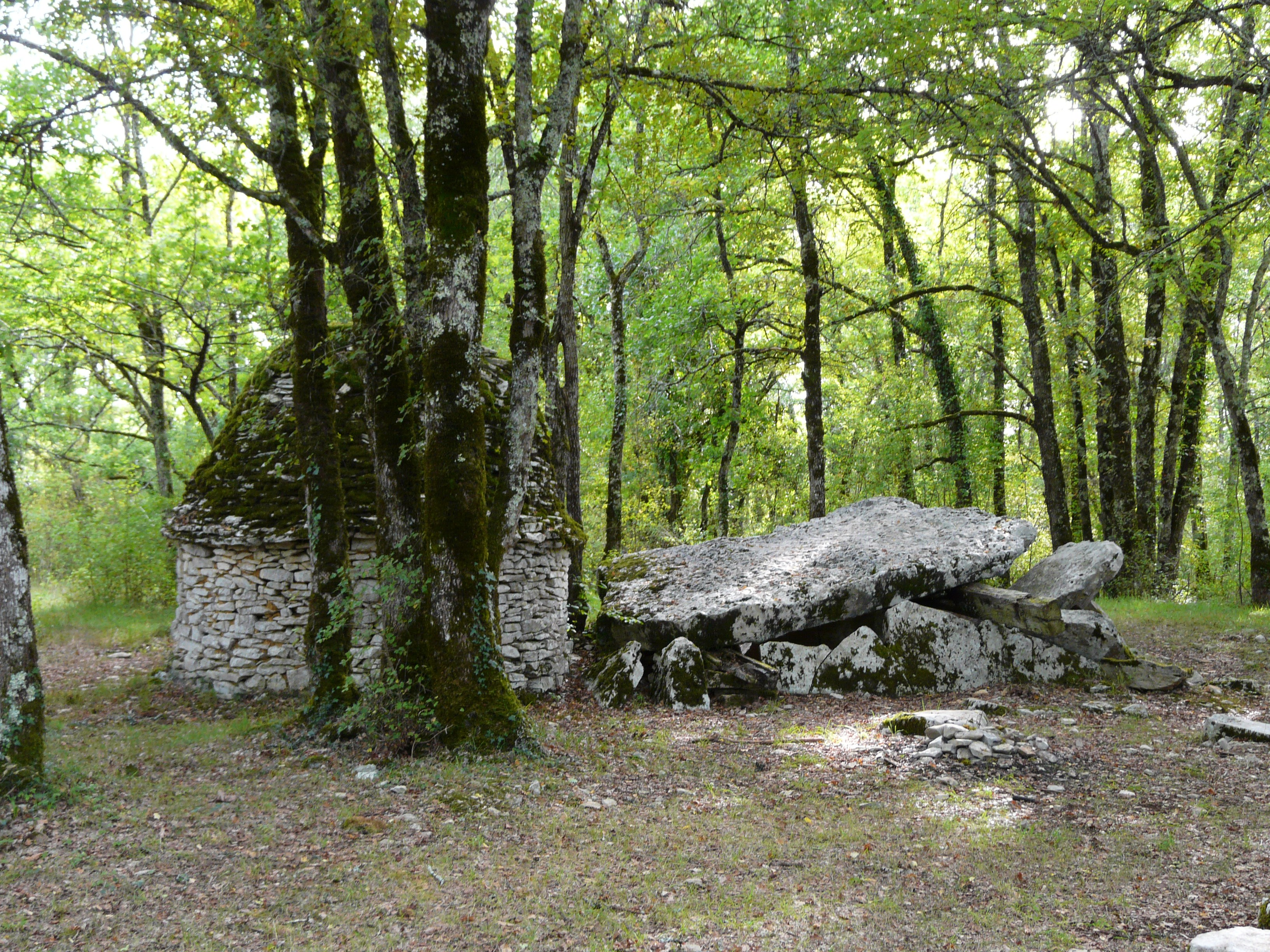
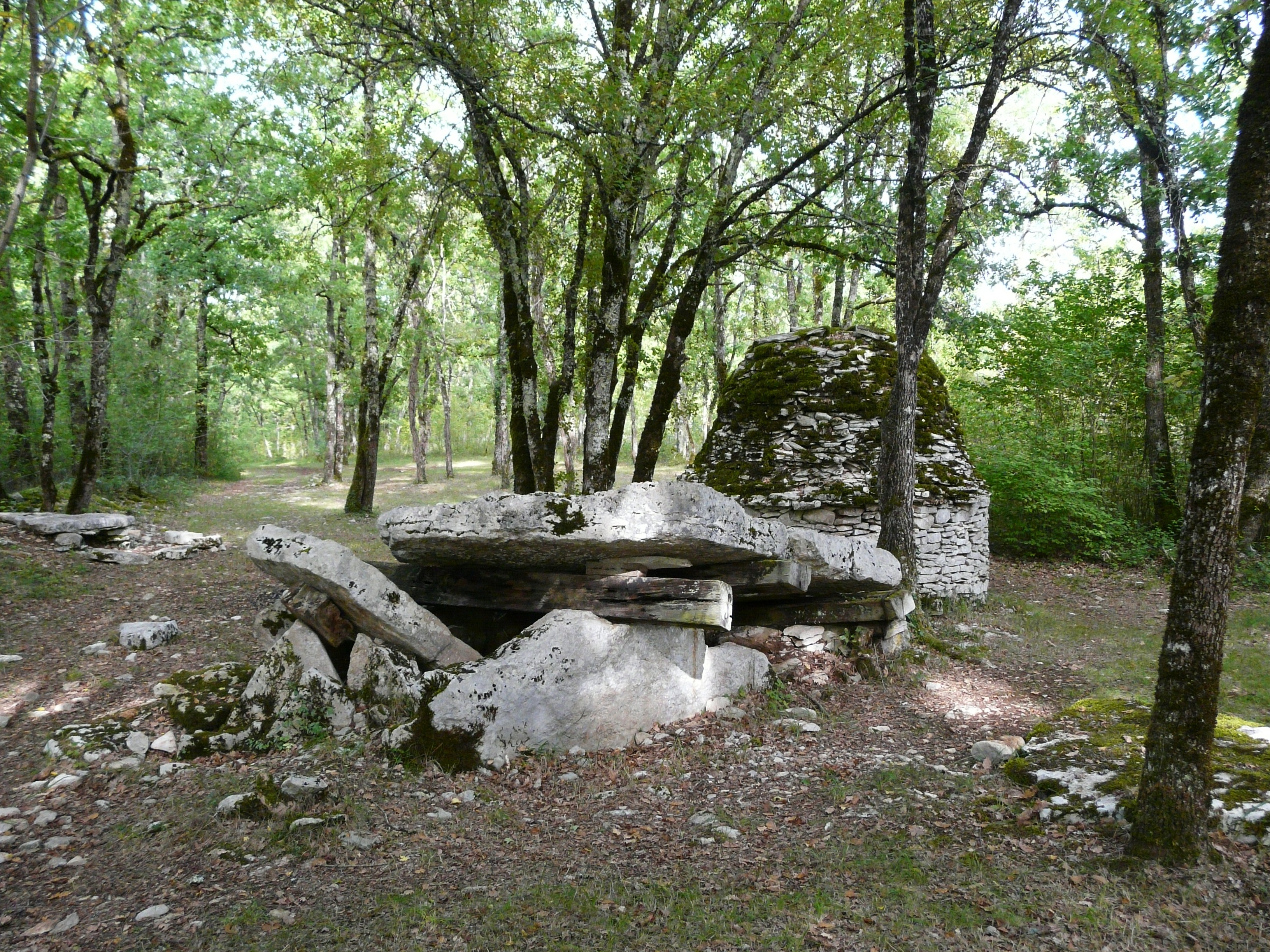
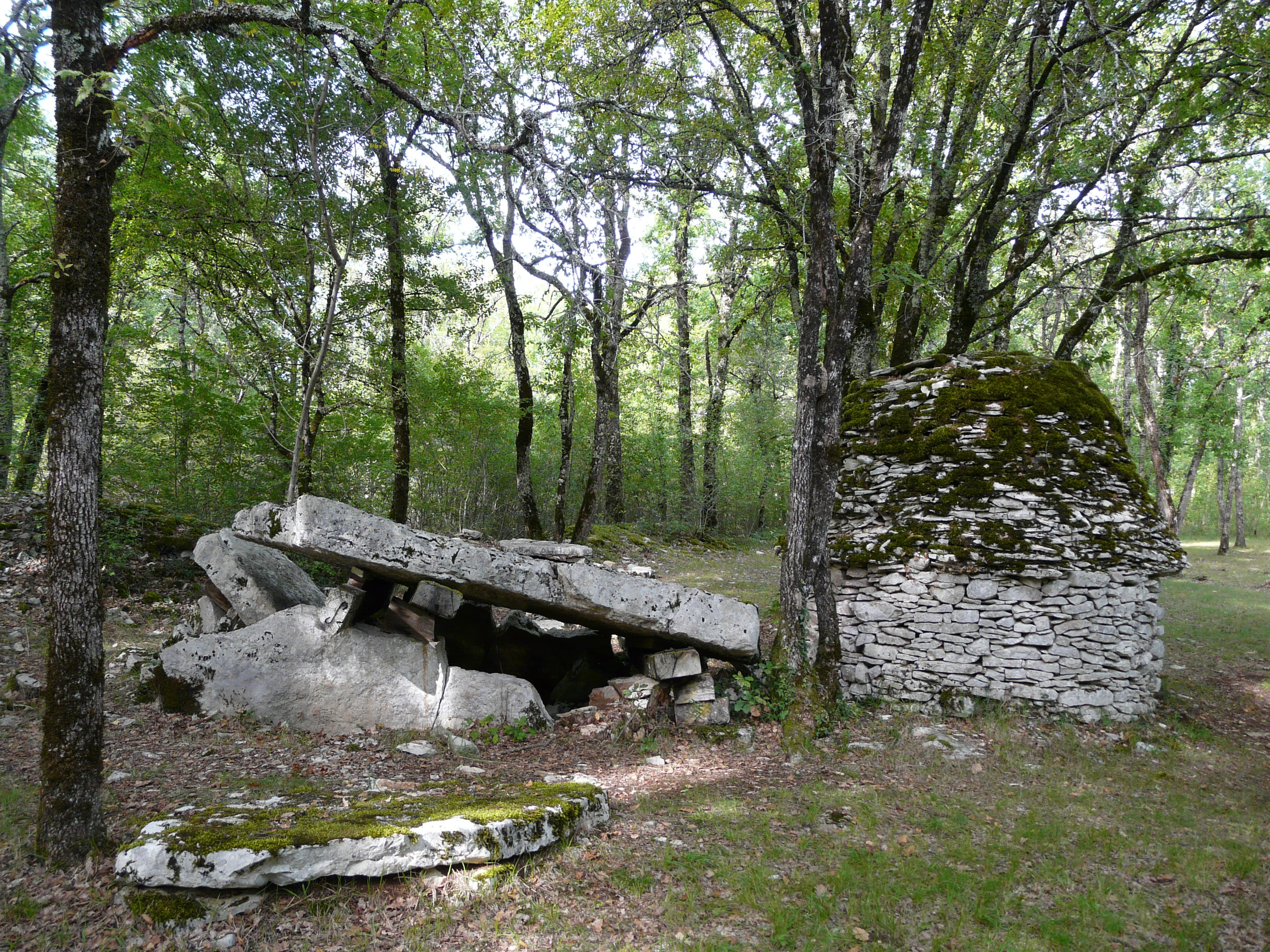